# Hiroko Kuwata
Hiroko Kuwata (桑田寛子:18 de Dezembro de 1990) é uma tenista profissional japonesa.

## WTA finais

### Duplas: 1 (1 vice)
| Legenda                             |
| ----------------------------------- |
| Grand Slam (0–0)                    |
| WTA Tour (0–0)                      |
| Premier Mandatory & Premier 5 (0–0) |
| Premier (0–0)                       |
| International (0–1)                 |

| Títulos por Piso |
| ---------------- |
| Duro (0–1)       |
| Grama (0–0)      |
| Saibro (0–0)     |
| Carpete (0–0)    |

| Resultado | N. | Data           | Torneio                          | Piso | Parceira    | Oponentes                       | Placar   |
| --------- | -- | -------------- | -------------------------------- | ---- | ----------- | ------------------------------- | -------- |
| Vice      | 1. | Agosto 3, 2014 | Citi Open, Washington, D.C., EUA | Duro | Kurumi Nara | Shuko Aoyama Gabriela Dabrowski | 1–6, 2–6 |